# Gramática del italiano
Este artículo es sobre la gramática del idioma. Para un enfoque más general sobre el idioma, véase idioma italiano.
La gramática del italiano presenta numerosas analogías con la gramática española, francesa, portuguesa, gallega y catalana, con las cuales comparte la familia de las lenguas romances.
La primera gramática del italiano fue la obra Grammatichetta Vaticana (Grammatica della lingua toscana) de Leon Battista Alberti, entre 1437 y 1441. Fue la primera gramática de una lengua romance moderna.
La primera gramática del idioma italiano impresa en tipos móviles fue realizada por Giovan Francesco Fortunio, en 1516 con el título "Regole grammaticali della volgar lingua" (Reglas gramaticales del idioma vulgar). Desde entonces, diversos estudiosos italianos y extranjeros publicaron trabajos dedicados a su descripción. Se cita entre estas publicaciones la célebre Grammatica storica della lingua italiana e dei suoi dialetti (Gramática histórica del idioma italiano y de sus dialectos) del filólogo Gerhard Rohlfs, publicada a los fines de los años sesenta.
Entre las publicaciones actuales más acreditadas se recuerdan las de Luca Serianni, en colaboración con Alberto Castelvecchi, Italiano. Grammatica, sintassi, dubbi  (Italiano. Gramática, sintaxis, dudas, Utet, Torino, 1998), de impresión tradicional, y Lorenzo Renzi, Giampaolo Salvi y Anna Cardinaletti, Grande grammatica italiana di consultazione (Gran gramática italiana de consulta, 3 volúmenes, Boloña, Il Mulino, 1988-1995), que se refiere al estándar internacional actual de descripción gramatical.

## Morfología

### Artículo

#### Artículo determinado
|             | masculino                                         | masculino             | femenino        |
| delante de: | z, gn, ps, pn, x, y s + consonante, vocal, h muda | todos los demás casos | todos los casos |
| singular    | lo (l')                                           | il                    | la (l')         |
| plural      | gli (gl')                                         | i                     | le (l')         |

1. 1 2  delante de una vocal o de la letra "h" seguida de una vocal, no delante de una semiconsonante (ej. ione, iena).
2. 1 2  Los artículos le y gli no se eliden salvo que las dos vocales, especialmente la e, son iguales.

Los sonidos consonantes impuros son z, gn, pn, ps, x o "s + consonante" (sp, st, etc).
Se debe señalar que se utiliza lo iodio, "el yodo" y lo Ionio, "el Mar Jónico", porque en este caso la i es una semiconsonante, no una verdadera vocal; por otro lado, es usual elidir el artículo (es decir, eliminar la última vocal del artículo, y uniéndola al siguiente palabra con un apóstrofo, tal como l') antes de una u semiconsonante (sonando como la w inglesa): l'uomo "el hombre", l'uovo "el huevo", pero estos son más "diptongos móviles" que "falsos diptongos". Sin embargo, las palabras inglesas que comienzan con w y que son usadas en italiano, como whisky, se perciben como si comenzaran con v, y se usa el artículo il: il whisky.
La elisión del artículo femenino la, es l' y se utiliza antes de una vocal, sin embargo se utiliza la iarda, ("la yarda") por la misma razón que lo iodio y lo Ionio.

#### Artículo indeterminado
El artículo indeterminado se utiliza con los sustantivos no numerables, delante a nombres de profesiones o que indican una entera categoría, con nombres propios de persona o los apellidos que indican una obra de arte o en la expresión un po' . En el género masculino no se usa nunca el apóstrofo con el artículo indeterminativo, la presencia del apóstrofo indica entonces la forma femenina.
|             | masculino                                                        | masculino             | femenino        |
| delante de: | gn, i + vocal, j, p + n, p+ s, s+ consonante (s impura), x, y, z | todos los demás casos | todos los casos |
| singular    | uno                                                              | un                    | una (un' )      |
| plural      | —                                                                | —                     | —               |

1. ↑  delante de una vocal, excepto la i semiconsonante (ej. iena).

En italiano no existe el artículo indeterminado plural, dado que en expresiones como gli uni y gli altri tienen el rol de pronombre.
Donde se usaría el artículo indeterminado plural, el idioma italiano utiliza el artículo partitivo o adjetivos indefinidos como alcuni o qualche ("alcuni libri", "qualche libro").

#### Artículo partitivo
El artículo partitivo es un artículo indefinido utilizado para introducir una cantidad imprecisa. Se forma, análogamente a la preposición articulada, con la preposición di acompañada de varias formas del artículo determinado, que varían según el género, el número y del sonido que le sigue:
|          | masculino                               | femenino                   |
| -------- | --------------------------------------- | -------------------------- |
| singular | - del pane - dello zucchero - dell'olio | - della carne - dell'acqua |
| plural   | - dei fichi - degli spaghetti           | - delle arance             |

Se distingue en general por su uso en singular (mucho menos frecuente) y el plural (más común).
El partitivo singular indica una cantidad no precisa de un elemento considerado como no numerable:
- Vorrei del vino fruttato
- I viaggiatori presero della grappa a poco prezzo ed andarono via

Sin embargo, en plural el partitivo indica una cantidad indeterminada de un elemento numerable:
- Ho visto dei bambini. (en español: "he visto unos niños")

En este caso, se considera como la forma plural del artículo indeterminado un, una.
Algunos sustantivos, según el contexto, pueden considerarse tanto como numerables (prendo dei caffè) como cuando no son numerables (prendo del caffè).
El uso del partitivo ha sido blanco de los puristas de los fines del siglo XIX. Aún es una creencia bastante generalizada que se trata de un préstamo lingüístico del idioma francés, también se ha demostrado que el partitivo está presente en el fin del Medioevo en la literatura italiana de mayor prestigio.
Si bien es cierto que en el francés el partitivo es insustituible, en italiano a veces puede ser omitido. Por ejemplo, a menudo se recomienda la combinación entre una preposición y el artículo partitivo (que no siempre da buenos resultados), o también el uso combinado con palabras abstractas. También la repetición del partitivo en muchas enumeraciones puede resultar indeseada a causa de la repetición continua de sus formas varias. Por otro lado, la omisión del partitivo no siempre da resultados verdaderamente satisfactorios (ver ejemplo):
- Ho comprato del caffè veramente eccezionale. (en español: "He comprado un café verdaderamente excepcional")

En el enunciado propuesto como ejemplo, se desea acompañar el nombre con un adjetivo y crear una caracterización (se caracteriza un cierto tipo de caffè).

#### Artículo irregular
El único caso es el plural de "il dio" (el dios), que es "gli dei", donde se usa el artículo gli en vez de i. Hay que mencionar que, en este caso, se trata de una cuestión histórica que no afecta sólo al artículo, sino que afecta también, como se puede ver, a la formación regular del sustantivo.
En el caso de la palabra "Dio", que es singular, se trata del Dios personal cristiano, término que se usó continuamente en la lengua hablada durante la Edad Media, sufriendo así variaciones fonéticas. Sin embargo, en lo que concierne al plural del término, no hubo un uso continuo en la tradición italiana, ya que sólo en la religión pagana clásica se hablaba de "dioses", reflejada principalmente en la lengua escrita. De este modo, la lengua italiana adoptó la forma de la palabra latina "deos" > " Dei". Por este motivo, volviendo a la forma del singular, hay que resaltar el hecho de que el término se refiriese a la persona divina hacía que fuese normalmente precedido por el artículo, Il Dio, sufriendo, en la lengua hablada, la transformación por contracción "Iddio". Esta forma influyó también en la formación del plural que se convertiría en "Iddei", y con el artículo correspondiente "gl'Iddei" (gli porque comienza por vocal), llegando así a la forma actual gli Dei.

### Sustantivo y adjetivo
En italiano, el orden entre el adjetivo y el sustantivo no es fijo, sin embargo la tendencia es situar el adjetivo después del sustantivo si éste indica una cualidad que caracteriza una cosa respecto de otra. Aunque algunas categorías de adjetivos tienen un orden fijo: los colores y la nacionalidad siguen siempre después del sustantivo, mientras que los adjetivos posesivos siempre sitúan delante del sustantivo (excepto por razones de énfasis).
Cuando hay posibilidad de elección, el adjetivo se sitúa al segundo puesto si se quiere una función distintiva:
- una bella casa (adjetivo caracteriza),
- una casa bella (el adjetivo tiene la función de distinguir la casa respecto de otra).

A paridad de género, los adjetivos y sustantivos siguen las mismas reglas generales para la formación del número. Las reglas pueden resumirse como sigue::
| Género | Singular   | Plural     | Ejemplo                                                                                               |
| --- | ---------- | ---------- | --- |
| Masculino | -o         | -i         | il capello nero, i capelli neri                                                                       |
| Femenino | -a         | -e         | la bella macchina, le belle macchine                                                                  |
| Masculino y femenino | -e         | -i         | il/la comandante intelligente, i/le comandanti intelligenti                                           |
| Sustantivos masculinos y femeninos que terminan en vocal acentuada, o sustantivos y adjetivos de otros idiomas no italianizados | invariable | invariable | il/la manager trendy, i/le manager trendy l'università, le università il momento clou, i momenti clou |

#### Sustantivo
Los sustantivos en italiano tienen género (masculino o femenino, pero no neutro), y número (singular o plural). El género y número están indicados siempre por el artículo que precede (definido o indefinido), y generalmente por la vocal final. La mayoría de los sustantivos derivan del latín, del griego o de la latinización de palabras extranjeras. 
Así las desinencias principales en el idioma italiano son:
| género    | desinencia singular | desinencia plural |
| --------- | ------------------- | ----------------- |
| masculino | -o (gelato)         | -i (gelati)       |
| femenino  | -a (oliva)          | -e (olive)        |
| masculino | -e (pesce)          | -i (pesci)        |
| femenino  | -e (noce)           | -i (noci)         |

##### Plurales irregulares
Otra característica del idioma italiano es la complejidad en la formación irregular del plural del sustantivo. Existen en efecto diversos casos particulares de la formación del plural, de los cuales se detallan los principales casos (que corresponden a la gran mayoría de los sustantivos, así como de los adjetivos que presentan un comportamiento desviado)
- Palabras masculinas que terminan con -a: generalmente términos abstractos, forman el plural en -i: il problema, i problemi; il dilemma, i dilemmi (en español: "el problema", "los problemas"). Se trata sobre todo de palabras de origen griego. Queda invariante la palabra boia.

- Palabras provenientes de otros idiomas:[12] si no están italianizadas, quedan generalmente invariables; el número queda indicado por el artículo (il film, i film; il computer, i computer). Esto también vale cuando la forma base utilizada está también en plural (il murales, i murales).

- Palabras que quedan invariables: 
  - los sustantivos en italiano que terminan en una vocal acentuada (la virtù / le virtù)
  - los sustantivos que terminan en consonante (casi todos de origen extranjero, ej. il bar / i bar)
  - los sustantivos que terminan en -i (il bikini / i bikini, la crisi / le crisi).

- Los sustantivos que terminan en -io: No forman un grupo homogéneo. Si la i está acentuada, el morfema -o se sustituye simplemente con -i, por esto se tiene: lo zìo, gli zìi (en español: el tio, los tíos). Si el acento está en otra parte, la forma del plural se escribirácon una sola i: l'armadio, gli armadi. En otras palabras, el número de sílabas que componen el sustantivo deberá quedar invariante. En el pasado estaba vigente una regla de poner una i con acento circunflexo, o una doble i en el caso del plural de los sustantivos que terminaban en -io portaban alguna ambigüedad. Por ejemplo: el plural de principe es principi; el plural de principio era principii o principî (sin embargo la primera forma era inconveniente porque sugería una doble i que en la pronunciación no está). Actualmente esta forma es obsoleta. Para distinguir entre el plural de principio del de principe, se señaliza con el acento tónico: princìpi y prìncipi; normalmente se considera innecesario esto, dado que solamente el contexto en el cual estas palabras son utilizados impiden casi siempre situaciones de ambigüedad.

- El par uomo, uomini se distingue de otros por la variación del número de sílabas. El fenómeno se explica con las etimologías: mientras la forma singular deriva de homo, el plural viene de homines.

- Las palabras femeninas terminadas en -o,[13] generalmente abreviaciones, quedan invariables: la radio, le radio (corresponde a radiotrasmettitrice, radiotrasmettitrici); similarmente: la moto, le moto. Hay pocas excepciones, los sustantivos mano y eco, por ejemplo: la mano, le mani.

- Las palabras terminadas en -cio y -gio: forma el plural en -ci  y -gi  (laccio, lacci).

- Las palabras terminadas en -co  y -go :[14] tienen plural -ci  y -gi  o sino -chi y -ghi en función de varios factores, entre los cuales el más importante es la posición del acento. Si la palabra está acentuada en la penúltima sílaba, como la mayor parte de los sustantivos del italiano, se tendrá el plural -chi y -ghi: sacco, sacchi, lago, laghi. En caso contrario, el plural es -ci e -gi: medico, medici, psicologo, psicologi. Existen sin embargo algunas excepciones, como por ejemplo amico, amici. A menudo se suele explicar, solo a título de receta, que los nombres de personas tienen normalmente el plural -ci y -gi, y los demás caso (cosas o animales) tienen plural -chi y -ghi.

- Las palabras terminadas en -cia, -gia:[15][16] forman el plural manteniendo la 'i' si la última letra antes de la desinencia es una vocal (la camicia, le camicie), y perdiéndola si es una consonante (la frangia, le frange; la roccia, le rocce). La regla tiene validez solo para la -i- no acentuada. En el caso de palabras como allergìa, es claro que la i se conserva: allergìe. Entre las excepciones principales están ciliegia y valigia, en las que son ampliamente aceptadas las dos formas[17] (aunque si las variantes conformes a la regla son de más frecuencia;[18] estudiosos conservadores prefieren atenerse a los criterios de naturaleza etimológica).

- Las palabras terminadas en -cie, -gie o -glie: son variables al plural (la superficie, le superfici; l'effigie, le effigi; la moglie, le mogli), con la excepción de specie (le specie).

- Las palabras que terminan en -ista: ya sean masculinos o femeninos: il turista, la turista; la forma del plural depende del género i turisti, le turiste

- Los sustantivos que indican partes del cuerpo: no siguen una regla precisa. Muchos tiene una forma masculina en el singular y una forma femenina en el plural, como por ejemplo:
  - il braccio; le braccia (en español el brazo / los brazos)
  - il ginocchio; le ginocchia or i ginocchi (la rodilla / las rodillas), sin diferencia de significado.
  - il sopracciglio; le sopracciglia (la ceja / las cejas)
  - il ciglio; le ciglia (la pestaña / las pestañas)
  - l'uovo; le uova (el huevo / los huevos)

En estos casos es posible que también exista una forma masculina del plural como i bracci que sin embargo no indica una parte del cuerpo en sí (i bracci di una croce; i cigli delle strade). 
- En el caso del sustantivo osso, la forma plural femenina (le ossa) se refiere a una parte específica del cuerpo (le ossa del cranio, le ossa di una gamba), mientras que la forma masculina (gli ossi) se refiere a un grupo exterior a una sección específica del cuerpo (la clavicola e il femore sono due ossi).
- Para el sustantivo orecchio existe también una forma femenina: orecchia; mientras que en singular se utiliza principalmente la forma masculina, en plural se prefiere la femenina (le orecchie).
- Buena parte de los sustantivos que indican las partes del corpo tienen formas regulares: il gomito, i gomiti; la fronte, le fronti.
- Constituye un caso particular los sustantivos arma (le armi) y ala (le ali).

- Otros: También algunas palabras que no indican partes del cuerpo poseen más de un plural (por ejemplo legno, que tiene el plural legna cuando se refiere a una cantidad de madera, legni si se entienden por instrumentos de orquesta); un sustantivo (pomodoro) tiene tres posibles plurales: pomidoro, pomidori e pomodori (esta última forma es ahora la más utilizada).

#### Adjetivo
El adjetivo es la parte del discurso que sirve para modificar de alguna forma el significado de un sustantivo. Puede clasificarse en:
| Adjetivo                             |
| Adjetivo calificativo                |
| Adjetivo determinante                |
| Adjetivo posesivo                    |
| Adjetivo demostrativo                |
| Adjetivo indefinido                  |
| Adjetivo interrogativo y exclamativo |
| Adjetivo numeral                     |
| Adjetivo relativo                    |

##### Adjetivo calificativo
El adjetivo más común es el calificativo, el cual sirve para definir la cualidad de una cosa o persona. En italiano, los adjetivos tienen dos géneros (masculino y femenino) y dos números (singular y plural). Concuerdan en género y número con el sustantivo al cual se refiere. La desinencia más frecuente, muy parecidas a la de los sustantivos, son agrupables en dos clases (derivadas directamente de las dos clases de los adjetivos del latín):
| Clase | género             | desinencia singular | desinencia plural |
| ----- | ------------------ | ------------------- | ----------------- |
| 1a    | masculino          | -o (rosso)          | -i (rossi)        |
| 1a    | femenino           | -a (rossa)          | -e (rosse)        |
| 2a    | masculino femenino | -e (verde)          | -i (verdi)        |

Existen también adjetivos invariables, es decir, que no varían según el género y el número, como por ejemplo algunos adjetivos de colores (la penna rosa - le penne rosa - il pastello rosa - i pastelli rosa; lo mismo para "blu"), y las palabras extranjeras (atteggiamento dandy - un gruppo di persone dandy). Se aplican en principio las mismas irregularidades que existen entre los sustantivos.

##### Adjetivo posesivo
| persona     | masculino singular | femenino singular | masculino plural | femenino plural       |
| ----------- | ------------------ | ----------------- | ---------------- | --------------------- |
| 1a singular | mio                | mia               | miei             | mie                   |
| 2a singular | tuo                | tua               | tuoi             | tue                   |
| 3a singular | suo, proprio       | sua, propria      | suoi, propri     | sue, proprie          |
| 1a plural   | nostro             | nostra            | nostri           | nostre                |
| 2a plural   | vostro             | vostra            | vostri           | vostre                |
| 3a plural   | loro, proprio      | loro, propria     | loro, propri     | loro, altrui, proprie |

1. 1 2 3 4 5 6 7 8  forma reflexiva alternativa

La 3a persona singular es utilizada en forma de cortesía, a veces escrito comenzando con una mayúscula: "Le consegno il Suo pacco".
A diferencia de otros idiomas, en italiano el adjetivo posesivo normalmente va acompañado de un articolo; sin embargo hay casos en que tal artículo puede faltar («è sua abitudine» que corresponde a «è abitudine di X»; por otro lado, «è la sua abitudine» que corresponde a «è l'abitudine di X»)
El artículo se omite delante de los nombres de parentesco precedidos por un adjetivo posesivo que no sea "loro": (mio padre, tua madre, suo fratello, nostra zia, vostro nipote, pero: il loro padre, la loro madre etc.).
Sin embargo hay algunos nombres de parentesco que permiten un artículo, como por ejemplo mamma y papà, que están considerados como una 
derivación apreciativa; además, el artículo se usa cuando los nombres del parentesco están en plural (le mie sorelle), o están acompañados de un atributo (la mia cara moglie).
No llevan el artículo algunos apelativos honoríficos cuando están precedidos con formas de cortesíaa como sua y vostro/a: Sua Eccellenza, Sua Maestà, Sua Santità, Vostro Onore, Vostra Altezza, Vostra Signoria...

##### Adjetivo demostrativo
El adjetivo demostrativo indica la posición de una persona o de una cosa en el espacio, en el tiempo o en el discurso, respecto a quien habla o a quien escucha. Lo que se indica es por lo tanto reconocible a partir del contexto (ver deixis). 
Los demostrativos principales son questo, codesto y quello, variable con el género y el número.
- Ho comprato queste mele. (en español:"He comprado estas manzanas")

| Singular                          | Singular                     | Plural                     | Plural                |
| --------------------------------- | ---------------------------- | -------------------------- | --------------------- |
| Masculino                         | Femenino                     | Masculino                  | Femenino              |
| questo codesto quello quell' quel | questa codesta quella quell' | questi codesti quei quegli | queste codeste quelle |

###### Referencia al espacio
- questo (-a, -i, -e)[19] indica alguien o algo cerca de quien habla:

Ho letto questo libro; (en español: "He leído este libro"
- codesto (-a, -i, -e)[19] indica alguien o algo cerca de quien escucha:

Mi passi codesta tazza? (en español "¿Me pasas esa taza?"
- quello (-a, quei, quelle)[19] indica alguien o algo lejos de quien habla y quien escucha:

Guarda quell'aquila che plana nell'azzurro. (en español "Mira aquella águila que vuela en el cielo")

###### Referencia al tiempo
- questo indica que el tiempo al que se refiere está cercano:

Ricorderò a lungo questo giorno; (en español: "Recordaré por largo tiempo este día")
- quello indica que el tiempo al que se refiere está lejano:

A quei tempi tutto era difficile; (en español: "En aquellos tiempos todo era difícil")

###### Referencia al discurso
- questo indica algo del cual se está por hablar o se está hablando:

Ascolta questi consigli... (en español: "Escucha estos consejos")
- quello indica que algo ya está dicho:

Quelle parole mi sono rimaste in mente (en español: "Aquellas palabras permanecen en mi mente")

###### Relación de identidad o semejanza
Existen otros adjetivos demostrativos que se utilizan cuando hay que determinar una relación de identidad o semejanza:
| Singular                   | Singular                   | Plural                     | Plural                     |
| -------------------------- | -------------------------- | -------------------------- | -------------------------- |
| Masculino                  | Femenino                   | Masculino                  | Femenino                   |
| stesso medesimo altro tale | stessa medesima altra tale | stessi medesimi altri tali | stesse medesime altre tali |

##### Adjetivo indefinido
El adjetivo indefinido puede indicar:
- una unidad indefinida
- una pluralidad indefinida
- una unidad indefinida (en singular), una pluralidad indefinida (en plural)
- una cantidad indefinida

Con respecto a la forma, algunos de los adjetivos son variables, otros no:
| indican                                                            | masculino | masculino                                                                                               | femenino | femenino                                                                                                  |
| ------------------------------------------------------------------ | --- | --- | --- | --- |
| indican                                                            | singular | plural                                                                                                  | singular | plural |
| unidad indefinida                                                  | nessun -o ciascun -o ogni qualunque qualsiasi qualsivoglia                                                       | - | nessun -a ciascun -a ogni qualunque qualsiasi qualsivoglia                                                       | - |
| pluralidad indefinida                                              | alcun -o qualche                                                                                                 | alcun -i -                                                                                              | alcun -a qualche                                                                                                 | alcun -e -                                                                                                |
| unidad indefinida (en singular) o pluralidad indefinda (en plural) | cert -o talun -o tal -e                                                                                          | cert -i talun -i tal -i                                                                                 | cert -a talun -a tal -e                                                                                          | cert -e talun -e tal -i                                                                                   |
| cantidad indefinida                                                | molt -o tropp -o tant -o alquant -o altrettant -o vari -o divers -o parecchi -o poc -o tutt -o altr -o cadaun -o | molt -i tropp -i tant -i alquant -i altrettant -i var -i divers -i parecch -i poch -i tutt -i altr -i - | molt -a tropp -a tant -a alquant -a altrettant -a vari -a divers -a parecchi -a poc -a tutt -a altr -a cadaun -a | molt -e tropp -e tant -e alquant -e altrettant -e vari -e divers -e parecchi -e poch -e tutt -e altr -e - |

- Los adjetivos indefinidos, en general, no se utilizan con artículo; lo admiten: poco, molto, tanto, troppo y altro: la poca voglia, i molti difetti.

- Ogni, qualche, qualunque, qualsiasi, qualsivoglia son invariables y se utilizan solo en singular: Viene a trovarci ogni domenica; portaci qualche fiore; può arrivare in qualunque momento.

- Certo, diverso y vario son adjetivos indefinidos si se ponen delante del sustantivo; en cambio, detrás del sustantivo son adjetivos calificativos.

In certi casi non si sa che fare (adj. indefinido) / Queste non sono notizie certe (adj. calificativo);
Ho diversi programmi (adj. indefinido) / Abbiamo programmi diversi (adj. calificativo);
Varie persone seguivano il corteo (adj. indefinido) / È spesso di umore vario (adj. calificativo).
- Tale utilizados principalmente demostrativo, se considera indefinido cuando significa un cierto, uno entre tantos...:

Ti vuole un tale Paolo.
- Altro puede tener varios significados: 
  - diferencia: Vorrei vivere in un'altra città
  - anterioridad: L'altro quadrimestre i suoi risultati sono stati migliori
  - posterioridad: Quest'altr'anno andremo negli U.S.A.
  - novedad: Pensa di essere un altro Michelangelo
  - de repetición: Devo tornare un'altra volta
  - de agregación: (Mi occorre altro denaro);
  - tiene valor demostrativo si significa "aquel": Dammi l'altro vestito (en español: "dame el otro (=aquel) vestido").

- Nessuno tiene generalmente un significado negativo. Cuando se pone delante del verbo, no requiere otra negación: Nessun dubbio ci attanaglia; en cambio, cuando se pone detrás del verbo, requiere siempre la negación non y puede sustituirse por alcuno: Non è uscita nessuna (= alcuna) persona. Non ho nessun (= alcun) dubbio.

- Molto, poco y tanto son los únicos adjetivos (además de los calificativos) que pueden expresarse también en grado comparativo o superlativo:
  - molto tiene el comparativo più y el superlativo moltissimo:
Ho più penne di te;(Tengo más lapiceras que tú) Ho moltissime penne;(Tengo muchísimas lapiceras)
  - poco tiene el comparativo meno y el superlativo pochissimo:
Ho meno forza di te;(Tengo menos fuerza que tú) Ho pochissima forza;(Tengo poquísima fuerza)
  - tanto tiene el superlativo tantissimo:
Abbiamo visto tantissime marmotte.

Obviamente, nunca están solos, ya que deben acompañar a un sustantivo.
- Taluno se utiliza sobre todo en el plural, y tiene un significado similar al de alcuno y certo; es típico de un registro formal:

In taluni casi è prevista la pena all'ergastolo.

##### Adjetivo interrogativo y exclamativo
El adjetivo de interrogación introducen una pregunta sobre la cantidad, cualidad, o identidad del sustantivo al cual se refiere. Se utiliza siempre delante del sustantivo y nunca le precede un artículo. Por otro lado, estos adjetivos, si no se utilizan en una pregunta, pueden utilizarse en exclamación, en este caso se lo llama adjetivos exclamativos. Por lo tanto tienen la forma:
| Adjetivo            | Característica                                                                                              | Ejemplos                                                            | Ejemplos traducidos al español                                       |
| ------------------- | --- | ------------------------------------------------------------------- | -------------------------------------------------------------------- |
| che                 | es variable y equivale a quale, quanto                                                                      | Che colpa ho? Che rumore!                                           | ¿Qué culpa tengo? ¡Qué rumor!                                        |
| quale               | es variable solo en el número (quali) e indica la identidad o la cantidad del sustantivo al cual se refiere | In quale città ti piacerebbe vivere? Quali sorprese ci aspettavano! | ¿En cuál ciudad te gustaría vivir? ¡Cuántas sorpresas nos esperaban! |
| quanto (-a, -i, -e) | es variable en género y número, y conserva la cantidad del sustantivo al cual se refiere                    | Quanta farina serve? Quanti caffè bevi in un giorno!                | ¿Cuánta harina sirve? ¡Cuántos cafés te tomas en un día!             |

##### Adjetivo numeral
Los numerales son adjetivos que proveen información precisa de la cantidad numérica del sustantivo que lo acompaña. Sobre la base de esta información, se distinguen en diversos grupos. Los más importantes son:
- numerales cardinales: uno, due, …, cento, …, mille…

tre chitarre, dieci uomini, venti cammelli
- numerales ordinales: primo, secondo, …, centesimo…, millesimo

il settimo giorno, il ventesimo posto

##### Adjetivo relativo
El adjetivo relativo introdce una relación entre dos sustantivos. Se usa en general después del sustantivo al cual se refiere y antes del otro sustantivo el cual tiene que estar conectado al primero.
Ejemplo:
Ho ricevuto una medaglia quale ricompensa. (en español "He recibido una medalla cual recompensa")
El adjetivo relativo es uno solo: quale o su plural quali.
Su uso es muy raro, en general es sustituido por el comparativo come.

### Pronombre

#### Declinación
| Casos       | Primera Persona | Primera Persona | Segunda Persona | Segunda Persona | Tercera Persona  | Tercera Persona | Tercera Persona  | Tercera Persona |
| Casos       | Singular        | Plural          | Singular        | Plural          | Masculino        | Masculino       | Femenino         | Femenino        |
| Casos       | Singular        | Plural          | Singular        | Plural          | Singular         | Plural          | Singular         | Plural          |
| Nominativo  | io              | noi             | tu              | voi             | lui (egli, esso) | loro (essi)     | lei (ella, essa) | loro (esse)     |
| Acusativo   | mi              | ci              | ti              | vi              | lo               | li              | la               | le              |
| Dativo      | mi              | ci              | ti              | vi              | gli              | loro            | le               | loro            |
| Prepositivo | me              | noi             | te              | voi             | lui              | loro            | lei              | loro            |